# Дудяк Олег Анатолійович
Ол́ег Анат́олійович Дуд́як (нар. 24 лютого 1974, Львів, Львівська область) — український історик, фахівець із історичної демографії, українсько-польських взаємин.

## Життєпис
У 1991 році закінчив Підбірцівську СШ Пустомитівського району Львівської області. 
Впродовж 1991-1996 років навчався на історичному факультеті Львівського державного університету імені Івана Франка. 
З 1995 по 1998 році працював вчителем історії Борщовицької СШ Пустомитівського району Львівської області. 
У 1998 році поступив на навчання до аспірантури Львівського державного університету імені Івана Франка при кафедрі історії слов’янських країн, яку закінчив у 2001 році.
Дисертацію на тему “Динаміка соціальної структури і зайнятості польського населення Західної України у міжвоєнний період (20-30-і рр. ХХ ст.)” захистив у грудні 2003 року 
З липня 2003 року працює асистентом кафедри давньої історії України та спеціальних історичних дисциплін. З січня 2011 року на посаді доцента кафедри.
Сфера наукових зацікавлень: історична демографія, українсько-польські взаємини.

## Найважливіші праці
- Динаміка чисельності польського населення Східної Галичини у першій третині ХХ ст. (за матеріалами переписів 1910, 1921, 1931 рр.) // Вісник Львівського національного університету. Серія історична. - Львів, 2001. - Вип. 35-36. С. 494-510. (укр.)
- Динаміка національного складу службовців адміністративних органів Східної Галичини у міжвоєнний період // Наукові зошити історичного факультету Львівського національного університету імені Івана Франка. Збірник наукових праць. - Вип. 4. - Львів, 2001. С. 363-373. (укр.)
- Польська спільнота Східної Галичини під час виборів 1922 року // Науковий вісник Чернівецького університету: Збірник наукових праць. Вип. 123-124. Історія. Політичні науки. Міжнародні відносини. - Чернівці, 2002. С. 414-423. (укр.)
- Українське питання в програмах та діяльності польських селянських (людових) партій Східної Галичини (1921-1926 рр.) // Наукові записки Національного університету “Острозька академія”: Історичні науки. - Острог: Національний університет “Острозька академія”, 2002. - Вип. 2. С. 18-27. (укр.)
- Перепис 1931 р. як джерело до вивчення національного складу населення Східної Галичини першої половини 1930-х рр. (на прикладі Львівського воєводства) // Вісник Львівського університету. Серія історична. – Львів, 2005. – Вип. 39–40. – С. 641-658. (укр.)
- Національна структура населення Львівського воєводства за польським переписом 1931 р.: проблема достовірності даних // Проблеми слов’янознавства. – Вип. 55. – Львів, 2005. – С. 35-36. (укр.)
- Динаміка соціальної структури польського населення Західної України у міжвоєнний період: на матеріалах польських переписів 1921 і 1931 рр. // Гуржіївські історичні читання / За ред. В. Смолія. – Черкаси, 2007. – С. 282–287 (укр.)
- Музеологія. Програма курсу для студентів історичного факультету. Методичні рекомендації для підготовки для семінарських занять. – Львів, 2009. – 70 с. (укр.)